# Justina Lumcer
M. Justina Lumcer OCSO (* 25. Mai 1942 in  Vsetín; † 8. August 2018 in der Abtei Maria Frieden in Dahlem) war eine tschechische Ärztin und Trappistin.

## Leben
M. Justina Lumcerová wuchs als ein Einzelkind in der damaligen Tschechoslowakei auf. Sie studierte Medizin in Prag, promovierte und wurde Fachärztin in einer Lungenklinik. Sie war eine begeisterte Bergsteigerin und heiratete Edmund, einen Ingenieur und Bergsteiger. Nach dem Prager Frühling flüchteten sie gemeinsam in den Westen, und sie machte in München eine Weiterbildung zur Fachärztin für Lungenheilkunde. Anschließend wanderte das Ehepaar nach Nordamerika aus. Als ihr Mann erkrankte, kehrten beide nach Deutschland zurück, weil sie als Oberärztin in Würzburg bessere Verdienstmöglichkeiten hatte.
Nach dem frühen Tod ihres Mannes gab Lumcerová ihre Stellung als Oberärztin auf und trat am 26. Februar 1978 in das Kloster Maria Frieden ein. Sie arbeitete dort in der Paramentenwerkstatt, in der Haushaltung und im Infirmarium. 1984 wurde sie zur Superiorin ad nutum ernannt und 1987 erstmals zur Äbtissin gewählt. Die Benediktion erhielt sie durch Generalabt Ambrose Southey. Aus Gesundheitsgründen stellte sie sich 1993 nicht zur Wiederwahl und wurde wieder Subpriorin und Infirmarin. Am 15. Januar 2004 wurde Schwester Justina unter dem Vorsitz von Abt Bruno Gooskens von Mariawald erneut für sechs Jahre zur Äbtissin gewählt und noch am selben Tag in ihr Amt eingesetzt. Am 18. Februar 2008 trat sie von ihrem Amt zurück, als sich erste Anzeichen einer Alzheimererkrankung zeigten.